# ویگور، کنت
ویگور (به انگلیسی: Vigo) یک روستا و محله مدنی در بریتانیا است که در Gravesham واقع شده‌است. ویگور ۲٬۰۶۵ نفر جمعیت دارد.